# Néstor Adrián Fernández
Néstor Adrián Fernández (Asunción, 4 agosto 1992) è un calciatore paraguaiano, attaccante dell'ADT.

## Caratteristiche tecniche
Gioca come punta centrale.